# Doryphallophora
Doryphallophora är ett släkte av kräftdjur. Doryphallophora ingår i familjen Doryphallophoridae.
Kladogram enligt Catalogue of Life:
| Doryphallophora | \| \| Doryphallophora aselloticola. \| \| \| \| \| \| Doryphallophora harrisoni \| \| \| \| \| \| Doryphallophora megacephala \| \| \| \| |
|                 | \| \| Doryphallophora aselloticola. \| \| \| \| \| \| Doryphallophora harrisoni \| \| \| \| \| \| Doryphallophora megacephala \| \| \| \| |
|                 | Paradoryphallophora |
|                 | |
|                 | Doryphallophora aselloticola. |
|                 | |
|                 | Doryphallophora harrisoni |
|                 | |
|                 | Doryphallophora megacephala |
|                 | |

|  | Doryphallophora aselloticola. |
|  |                               |
|  | Doryphallophora harrisoni     |
|  |                               |
|  | Doryphallophora megacephala   |
|  |                               |